# Ugo Indrio
Ugo Indrio (Potenza, 1913 – Aosta, 1992) è stato un giornalista italiano.

## Biografia
Nato da una famiglia agiata (suo padre fu direttore della "Cassa di credito agrario della Basilicata" e, in seguito, direttore di un consorzio di bonifica di Matera), aderì al fascismo in età adolescenziale, divenendo avanguardista e partecipando alle crociere aviatorie del Mediterraneo Occidentale (1928) e del Mediterraneo Orientale (1929). Dopo gli studi liceali ad Altamura e gli esami di maturità sostenuti a Bari, si iscrisse alla facoltà di lettere presso l'università di Roma, passando poi a giurisprudenza, conseguendone la laurea. Nel frattempo, seguì anche un corso di giornalismo, ottenendo un attestato nel 1933, e frequentò il GUF di Roma, collaborando alle attività dell'ufficio stampa.
Fu anche docente di politica internazionale presso la Scuola Fascista di Giornalismo. Non poté partecipare alla seconda guerra mondiale, poiché venne colpito da una malattia polmonare nel 1938. Nel 1941 divenne redattore del giornale Il lavoro fascista e nello stesso anno Salvatore Gatto, vicesegretario nazionale dei GUF con cui aveva già collaborato, gli affidò la direzione di Roma fascista, che mantenne fino al luglio 1943, salvo sei mesi d'interruzione nel 1942, dovuti ad un'inchiesta di polizia a suo carico per sospette attività sovversive.
Terminata la guerra, divenne direttore del settimanale romano Lavoro Illustrato, collaboratore del bimestrale Il Caffè e redattore del Corriere della Sera, del quale fu, in seguito, a capo della redazione romana. Lasciò poi il giornale per raggiunti limiti di età, nonostante le esortazioni dei suoi colleghi a rimanere e anche Indro Montanelli, amico stretto, gli inviò una lettera, in cui insisteva «per non perdere un compagno di lavoro, vecchio esemplare corrierista». Pubblicò alcune opere bibliografiche, tra cui Da Roma fascista al Corriere della sera (1987), libro autobiografico. Si spense all'ospedale di Aosta nel 1992, lasciando la moglie Sara Berti e la figlia Maria Giuliana.

## Opere
- La Presidenza Saragat (1971)
- Saragat e il socialismo italiano dal 1922 al 1946 (1984)
- Da Roma fascista al Corriere della sera (1987)
- Dieci anni: la lotta politica in Italia dal 1978 al 1988 (1989)